# Campionati italiani di triathlon medio del 2014
I Campionati italiani di triathlon medio del 2014 sono stati organizzati dalla Federazione Italiana Triathlon e si sono tenuti a Barberino di Mugello in Toscana, in data 22 giugno 2014.
Le distanze previste a gara sono state: 1,9 km di nuoto, 90 km nella frazione ciclistica ed una frazione podistica finale di 21 km.
Tra gli uomini ha vinto Giulio Molinari ( Carabinieri), mentre la gara femminile è andata a Martina Dogana (Forhans Team).

## Risultati

### Élite uomini
| Pos. | Atleta               | Società sportiva      | Nuoto    | Bici     | Corsa    | Totale   |
| ---- | -------------------- | --------------------- | -------- | -------- | -------- | -------- |
|      | Giulio Molinari      | Carabinieri           | 00:24:14 | 02:07:28 | 01:21:35 | 03:53:17 |
|      | Massimo Cigana       | Liger Team Keyline    | 00:28:26 | 02:06:57 | 01:21:16 | 03:56:39 |
|      | Alberto Alessandroni | Fiamme Oro            | 00:24:55 | 02:11:05 | 01:29:00 | 04:05:00 |
| 4    | Mauro Pera           | Peperoncino Team      | 00:23:44 | 02:16:38 | 01:26:09 | 04:06:31 |
| 5    | Danilo Brustolon     | Fiamme Oro            | 00:25:06 | 02:19:46 | 01:22:01 | 04:06:53 |
| 6    | Emanuele Ciotti      | Forhans Team          | 00:27:17 | 02:21:04 | 01:27:19 | 04:15:40 |
| 7    | Christian Hofer      | Läufer Club Bozen     | 00:27:55 | 02:20:24 | 01:28:51 | 04:17:10 |
| 8    | Pierluigi Senor      | CUS Torino Triathlon  | 00:31:53 | 02:16:10 | 01:29:54 | 04:17:57 |
| 9    | Simone Mantolini     | Forhans Team          | 00:27:38 | 02:20:47 | 01:29:41 | 04:18:06 |
| 10   | Francesco Cauz       | Liger Team Keyline    | 00:25:01 | 02:22:41 | 01:31:03 | 04:18:45 |
| 11   | Alessio Rispoli      | SBR3 Triathlon        | 00:26:04 | 02:18:58 | 01:34:31 | 04:19:33 |
| 12   | Luca De Paolis       | Forhans Team          | 00:29:44 | 02:19:15 | 01:30:39 | 04:19:38 |
| 13   | Marco Dalla Venezia  | Liger Team Keyline    | 00:23:59 | 02:24:09 | 01:33:17 | 04:21:25 |
| 14   | Stefano Bortolami    | Rhodigium Team        | 00:26:25 | 02:23:57 | 01:35:29 | 04:25:51 |
| 15   | Matteo Perlini       | T.D. Rimini           | 00:28:52 | 02:26:24 | 01:30:50 | 04:26:06 |
| 16   | Mirko Morandi        | ARC Busto Arsizio     | 00:31:58 | 02:24:34 | 01:29:43 | 04:26:15 |
| 17   | Emiliano Cuccì       | Canottieri Napoli     | 00:29:17 | 02:22:17 | 01:35:21 | 04:26:55 |
| 18   | Matteo Fedriga       | 707                   | 00:28:31 | 02:27:28 | 01:31:04 | 04:27:03 |
| 19   | Mirko Mattoccia      | Roma Triathlon        | 00:29:53 | 02:22:59 | 01:34:38 | 04:27:30 |
| 20   | Carlo Biaggioni      | Padova Nuoto Dynamica | 00:27:38 | 02:26:51 | 01:35:40 | 04:30:09 |

### Élite donne
| Pos. | Atleta              | Società sportiva       | Nuoto    | Bici     | Corsa    | Totale   |
| ---- | ------------------- | ---------------------- | -------- | -------- | -------- | -------- |
|      | Martina Dogana      | Forhans Team           | 00:29:16 | 02:34:24 | 01:30:35 | 04:34:15 |
|      | Marta Gaiardelli    | Fiamme Azzurre         | 00:28:18 | 02:35:48 | 01:38:11 | 04:42:17 |
|      | Margie Santimaria   | Fiamme Oro             | 00:27:16 | 02:36:33 | 01:39:54 | 04:43:43 |
| 4    | Michela Tessaro     | Läufer Club Bozen      | 00:29:17 | 02:35:04 | 01:39:55 | 04:44:16 |
| 5    | Laura Pederzoli     | Peperoncino Team       | 00:31:29 | 02:43:05 | 01:37:28 | 04:52:02 |
| 6    | Daniela Pallaro     | Padova Nuoto Dynamica  | 00:29:18 | 02:45:31 | 01:40:44 | 04:55:33 |
| 7    | Monica Ferrari      | Peperoncino Team       | 00:34:08 | 02:45:46 | 01:42:05 | 05:01:59 |
| 8    | Teodolinda Camera   | Triathlon Bordighera   | 00:30:48 | 02:51:36 | 01:44:43 | 05:07:07 |
| 9    | Barbara Trazzi      | Verona Triathlon       | 00:35:46 | 02:50:53 | 01:42:38 | 05:09:17 |
| 10   | Barbara Davolio     | Woman Triathlon Italia | 00:37:00 | 02:40:21 | 01:54:22 | 05:11:43 |
| 11   | Luisa Fumagalli     | Forhans Team           | 00:33:16 | 02:59:20 | 01:41:37 | 05:14:13 |
| 12   | Angela Stefani      | Woman Triathlon Italia | 00:34:40 | 02:48:05 | 01:51:38 | 05:14:23 |
| 13   | Cristina Bernardini | FIT Program            | 00:42:04 | 02:46:04 | 01:51:37 | 05:19:45 |
| 14   | Francesca Rigo      | Woman Triathlon Italia | 00:41:30 | 02:53:44 | 01:45:14 | 05:20:28 |
| 15   | Laura Silei         | Perugia Triathlon      | 00:34:29 | 02:58:32 | 01:49:38 | 05:22:39 |
| 16   | Veronica Crippa     | Los Tigres             | 00:33:56 | 02:53:20 | 01:58:07 | 05:25:23 |
| 17   | Giulia Ramponi      | Padova Nuoto Dynamica  | 00:35:05 | 02:52:07 | 01:58:28 | 05:25:40 |
| 18   | Monica Zenarolla    | Udine Triathlon        | 00:40:24 | 03:02:18 | 01:43:35 | 05:26:17 |
| 19   | Alessandra Brunelli | Forhans Team           | 00:35:44 | 02:54:34 | 01:56:54 | 05:27:12 |
| 20   | Maria Koultchenkova | Atletica Manara        | 00:32:23 | 02:59:13 | 01:56:07 | 05:27:43 |